# North Star : La Légende de Ken le Survivant
Pour les articles homonymes, voir North Star.
 (janvier 2024).
Si vous disposez d'ouvrages ou d'articles de référence ou si vous connaissez des sites web de qualité traitant du thème abordé ici, merci de compléter l'article en donnant les références utiles à sa vérifiabilité et en les liant à la section « Notes et références ».
Pour plus de détails, voir Fiche technique et Distribution.
North Star : La Légende de Ken le Survivant (Fist of the North Star) est un film de science-fiction américain de Tony Randel sorti en 1995, basé sur la série de manga Ken le Survivant de Buronson et Tetsuo Hara.

## Synopsis
En l'an 199X[Quoi ?], la terre fut entièrement consumée par l'enfer de la guerre nucléaire. Les continents furent éventrés et les mers se desséchèrent. Cependant, la race humaine n'avait pas disparu. Cette nouvelle ère ne connaissait plus qu'une seule loi, la loi du plus fort. C'est dans ce monde dévasté qu'un homme suivant sa destinée va redonner espoir aux faibles et aux opprimés en combattant l'oppresseur sous la bannière de la croix du nord, grâce au Hokuto Shinken. Un art martial d'assassin se transmettant depuis 1800 ans à un unique héritier, consistant à presser les points vitaux de l'adversaire pour causer une explosion interne des organes. Mais ce héros devra se confronter à son plus grand rival, Shin, le leader de la croix du sud, lui ayant déjà par le passé infligé une défaite.

## Fiche technique
- Titre français : North Star : La Légende de Ken le Survivant
- Réalisateur : Tony Randel
- Genre : action, Arts martiaux, post-apocalyptique
- Durée : 96 minutes
- Sortie : 1995

## Distribution
- Gary Daniels (VF : Bernard Bollet) : Kenshirô
- Malcolm McDowell : Ryuken
- Costas Mandylor (VF : Bruno Choël) : Lord Shin
- Chris Penn (VF : Jean-Claude Robbe) : Jackal
- Nalona Herron : Lynn
- Isako Washio : Julia
- Melvin Van Peebles : Asher
- Downtown Julie Brown : Charlie
- Dante Basco : Bat
- Tracey Walter : Paul McCarthy
- Clint Howard : Staline
- Big Van Vader : Goliath
- Bill Nagel : le mineur
- Andre Rosey Brown : Sandman
- Rowena Guinness : Jill McCarthy
- Michael Charles Friedman : Neuter
- Nils Allen Stewart : Zeed
- Tony Halme : Kemp
- David Shark Fralick : Homme au palace
- George Kee Cheung : Neville
- Michael Franco : AWOL Crossman
- David Loo : AWOL Crossman
- Susan French : Vieille femme
- Chris DeRose : Oswald
- Darryl Chan : Novack
- Marisa Coughlan : Jenny
- Kate Geer : la mère